# Il bersagliere ha cento penne
Il bersagliere ha cento penne è un canto di guerra, rielaborazione partigiana di un canto degli alpini risalente alla prima guerra mondiale. Quello di adattare canzoni militari, in particolare alpine, trasformandole in canti partigiani è stato un fenomeno molto diffuso. Ed anche in questo caso un motivo di matrice alpina ebbe nuova vita nel 1944 tra i partigiani che operavano sulle montagne liguri e si diffuse in tutte le regioni teatro della Resistenza. Conosciuta anche come Il partigiano è nota nella versione cantata da Mario De Micheli.

## Interpretazioni
- I Gufi nell'album I Gufi cantano due secoli di Resistenza (1965)